# Prix du cardinal Lustiger
Le prix du cardinal Lustiger est un prix biennal créé en 2012 à l'Académie française. Il récompense « un ouvrage de réflexion répondant aux intérêts du cardinal Jean-Marie Lustiger et portant sur les enjeux spirituels des divers phénomènes culturels, sociaux et historiques ».
Le lauréat reçoit 3 000 euros.

## Liste des derniers lauréats

### Années 2010
- 2012 : Jean-Louis Chrétien, pour l’ensemble de son œuvre philosophique[3].
- 2014 : Vincent Holzer, pour ses travaux sur Hans Urs von Balthasar[4].
- 2016 : Pierre Manent, pour l'ensemble de son œuvre[5].
- 2018 : Nicolas Diat pour son livre Un temps pour mourir. Dernier Jour de la vie des moines aux éditions Librairie Arthème Fayard[1].

### Années 2020
- 2020 : Fabrice Hadjadj, pour l'ensemble de son œuvre[2].
- 2022 : Michel Corbin, pour l'ensemble de son œuvre, après la parution de Lecture pascale des noms divins selon Denys l’Aréopagite[6].
- 2024 : Jean-Miguel Garrigues, pour l’ensemble de son œuvre[7].